# فيلازوبيكويه
بلدية فيلازوبيكويه (بالإسبانية: Villazopeque)‏, هي إحدى بلديات مقاطعة برغش, التي تقع في منطقة قشتالة وليون, والتي تقع في شمال غرب إسبانيا.
يبلغ عدد سكانها 82 نسمة وفقاً لإحصائية سنة (2002).